# داء المتذبذب
داء المتذبذب ويسمى أحيانًا متلازمة المتذبذب هو مصطلح واسع يضم مجموعة متعددة من تشوهات العمود الفقري الرقبي التي تسبب ظهور مشية متذبذبة غير ثابتة وضعفًا لدى الكلاب والأحصنة. تسبب حالات مختلفة تصيب العمود الفقري الرقبي أعراضًا مشابهة. وتشمل هذه الحالات تشوهات الفقرات أو تبارز الأقراص بين الفقرات أو أمراض الأربطة بين الفقرات والأربطة الصفراء والسطوح المفصلية للفقرات. يعرف داء المتذبذب أيضًا باسم عدم الاستقرار الفقري الرقبي، اعتلال النخاع الفقري الرقبي، التشوه الفقري الرقبي. هذا المرض أكثر حدوثًا في السلالات الكبيرة من الكلاب، وخاصة الكلب الدنماركي الضخم وكلب دوبرمان. أما لدى الأحصنة، لا يرتبط هذا المرض بسلالة معينة، لكنه أكثر ما يشاهد لدى الأحصنة الطويلة وخيول السباق من سلالة ثوروبريد أو ستاندردبريد. تكون هذه الإصابات إلى حد ما موروثة لدى الكلاب والأحصنة.

## داء المتذبذب لدى الكلاب
يُعتقد أن داء المتذبذب يورث لدى سلالات الكلب الدنماركي الضخم ودوبرمان وبرزي وباست هوند. يسبب عدم ثبات الفقرات الرقبية (عادة من الناحية الذيلية) انضغاط الحبل الشوكي. في الكلاب الأقل عمرًا، مثل الكلب الدنماركي الضخم الأصغر من عامين، يكون تضيق القناة الشوكية الناتج عن تنكس السطوح المفصلية الظهرية والتثخن اللاحق للمحافظ المفصلية والأربطة هو المسؤول عن الإصابة. يسهم النظام الغذائي الغني بالبروتين في تطور المرض. لدى الكلاب متوسطة العمر أو الكبيرة مثل كلاب دوبرمان، يؤدي مرض القرص بين الفقرات إلى بروز محتوى القرص أو انقتاقه وانضغاط الحبل الشوكي. لدى الكلب الدنماركي الضخم، تكون الفقرات الرقبية 4-6 الأكثر تعرضًا للإصابة، بينما تُصاب الفقرات الرقبية 5-7 لدى كلب دوبرمان.
يتطور المرض على نحو تدريجي. تظهر أعراض مثل الضعف والرنح وجر الأصابع في الطرفين الخلفيين. يكون الكلب في وضعية منحنية مع انعطاف الرقبة نحو الأسفل. مع ترقي المرض، يُصاب الطرفان الأماميان، لكن الأعراض تكون أخف. يحدث أحيانًا الألم الرقبي. تكون الأعراض في العادة بطيئة الترقي لكنها قد تتطور بسرعة في حال الإصابة برض. تظهر الصور البسيطة بالأشعة السينية خللًا في انتظام الفقرات الرقبية وتضيقًا في المسافات بين الأقراص الفقرية لكن تصوير النخاع الفقري أكثر فائدة. يظهر تصوير النخاع الفقري تضيقًا في القناة الفقرية. يكون التصوير بالمرنان المغناطيسي أكثر فعالية في تحديد طبيعة الانضغاط الشوكي وشدته وموقعه. يكون العلاج إما دوائيًا لتخفيف الأعراض فتُعطى الستيروئيدات مع الراحة في القفص، أو جراحيًا لإزالة الانضغاط عن الحبل الشوكي. الإنذار (المآل) محتفظ به في نوعَي العلاج. قد تزيل الجراحة المشكلة إلا أنها صعبة ويمكن أن يحدث النكس بعدها. تشمل التقنيات الجراحية المستخدمة إزالة الانضغاط عن الحبل الشوكي من الناحية البطنية للفقرات من خلال تقنية الفتحة البطنية، أو إزالة الانضغاط ظهريًا أو تثبيت الفقرات. طُورت تقنية جراحية حديثة تعتمد على وضع جهاز طبي للكلاب التي تعاني من داء المتذبذب المرتبط بمشكلات الأقراص الفقرية. يُزرع قرص اصطناعي (رأب الفقرات الرقبية) في موقع القرص الفقري المصاب.

## سلالات الكلاب التي تتأثر بالمرض
- الكلب الدنماركي الضخم
- دوبرمان
- سانت برنارد
- وايمارينر
- الكلب الراعي الألماني
- بوكسر
- باست هوند
- روديسيان ريدج بالك
- دلماسي
- سامودي
- كلب الأغنام الإنجليزي القديم
- بول ماستيف
- نيوفاوندلاند
- كلب سلوقي رمادي
- روت وايلر

## داء المتذبذب لدى الأحصنة
يشمل داء المتذبذب أو متلازمة المتذبذب مجموعة كبيرة من الاضطرابات الرقبية عند الأحصنة تضم الحالات المذكورة سابقًا، بالإضافة إلى مرض فقر الدم والتذبذب الخيلي واعتلال النخاع الفقري الرقبي، وانضغاط الحبل الشوكي (يُشار إليه أحيانًا بين مربي الأحصنة باسم التهاب المفاصل الرقبي بسبب التهاب السطوح المفصلية في الفقرات الرقبية). بالنسبة للأحصنة، يعبر مصطلح داء المتذبذب عن كل حالة مرضية عصبية أساسها في الرقبة وتؤدي إلى مشكلات في الحس العميق في الأطراف وتراجع أداء الحصان. معظم حالات داء المتذبذب لدى الأحصنة سببها اعتلال نخاع رقبي وتؤدي إلى حدوث حالة التهابية والتهاب مفاصل الفقرات وتكون مؤلمة. حاليًا، يُعتقد أن الإصابة باعتلال النخاع الفقري هي إصابة خلقية. تزداد الأدلة على أن المرض وراثي كما هي الحالة في الاضطرابات الرقبية الأخرى مثل تقارب الفقرات (كيسينغ سباين) وتظهر الحالات لدى أفراد من عائلات محددة.